# Leptinopterus tibialis
Leptinopterus tibialis es una especie de coleóptero de la familia Lucanidae.

## Distribución geográfica
Habita en Argentina, Paraguay y Brasil.